# フジワラプロダクションズ
株式会社フジワラプロダクションズは、日本の映像制作プロダクションである。1921年（大正10年）に撮影技師の藤原幸三郎が藤原商会（ふじわらしょうかい）として設立し、ドキュメンタリー映画、教育映画を手がけた。

## データ
- 正式名称 : 株式会社フジワラプロダクションズ
- 所在地 : 東京都新宿区南元町14
- 代表 : 藤原照雄

## 略歴・概要

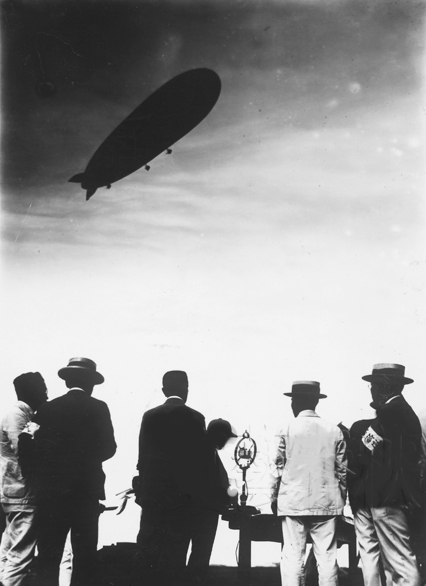
霞ヶ浦航空隊基地に来航したツェッペリン伯号。

吉沢商会を経て日活向島撮影所で「技手」として、撮影技師・編集技師を兼ねた仕事をし、同撮影所の技師長を務めた藤原幸三郎が独立し、1921年（大正10年）、青山に設立した映画の現像場・藤原商会が前身である。当時の日活向島の技手は、撮影・現像・編集を兼ねていたので、藤原には機材と現像場があれば撮影の仕事は可能であった。
1923年（大正12年）9月1日の関東大震災の際には、その記録映画を製作した。1929年（昭和4年）の飛行船ツェッペリン伯号来日の際には『ツェッペリン飛行船来日記録』を撮影した。
第二次世界大戦末期の1945年（昭和20年）6月、強制疎開のため現像場を閉鎖した。
戦後1959年（昭和34年）、株式会社化し、株式会社フジワラプロダクションズとして設立、テレビCFを中心に制作を行う。ノンスメル（白元）、ハトヤ、富久娘（富久娘酒造）等のCFを手がけた。
1998年（平成10年）11月、日本映画建碑委員会が、日活向島撮影所の跡地である墨田区立堤小学校に「近代映画スタジオ発祥の地」の碑を交流する際、墨田区教育委員会、日本映画テレビ技術協会、日本大学藝術学部、日活とともに協賛に名を連ねた。

## 関連事項
- 日活向島撮影所

## 註
1. 1 2 3 4 5 6  会社概要、フジワラプロダクションズ、2009年12月14日閲覧。
2. 1 2  『日本教育映画発達史』、田中純一郎、蝸牛社、1979年、p.54.
3. ↑  『日本映画史発掘』、田中純一郎、冬樹社、1980年、p.128-132.
4. ↑  「近代映画スタジオ発祥の地」碑文。